# Saint-Didier-en-Velay
Saint-Didier-en-Velay är en kommun i departementet Haute-Loire i regionen Auvergne-Rhône-Alpes i centrala Frankrike. Kommunen ligger i kantonen Saint-Didier-en-Velay som tillhör arrondissementet Yssingeaux. År 2022 hade Saint-Didier-en-Velay 3 502 invånare.

## Befolkningsutveckling
Antalet invånare i kommunen Saint-Didier-en-Velay
| Referens: INSEE |